# Ruhanga (Muleba)
Ruhanga ist ein Bezirk (Ward) des Distriktes Muleba in der tansanischen Region Kagera.

## Geografie
Ruhanga liegt im Nordwesten von Tansania etwa 10 Kilometer westlich vom Victoriasee am Ufer des Flusses Ngono. Die Fläche des Bezirks beträgt 37,75 Quadratkilometer, bei der Volkszählung 2022 wohnten 7948 Menschen in 1975 Haushalten.

## Gliederung
Der Bezirk besteht aus drei Gemeinden (Mtaa) mit 19 Orten (Kitongoji):
| Ruhanga - Ntale - Kashasha - Busiko/Ngoti - Nyakatuntu B - Busiko/Kasiko | Makongora - Bwasha - Rwailundu - Kashenye - Kibonangoma - Misisi - Kyakashankwi - Muhinga - Bweshera - Kalundu - Bulwani | Malele - Malele - Nyakatuntu A - Kabirizi - Kabyonda |

## Infrastruktur
- Bildung: Die Ruhanga Secondary School ist eine 2005 gegründete staatliche Schule, die Mädchen und Burschen bis zur 4. Klasse ausbildet.[6]
- Gesundheit: Die staatliche Apotheke in Ruhanga bietet unter anderem Malaria-Diagnose und -Erstbehandlung, HIV-Pflege und -Behandlung und Mutter-Kind-Pflege.[7]

## Sehenswürdigkeiten
- Wasserfall: Etwas mehr als einen Kilometer westlich des Ortszentrums von Ruhanga liegt der Bugonzi-Wasserfall.[8][2]